# الاجرف (الطيال)

تعديل مصدري - تعديل

الاجرف هي إحدى قرى عزلة بني جبر بمديرية الطيال التابعة لمحافظة صنعاء، بلغ تعداد سكانها 191 نسمة حسب تعداد اليمن لعام 2004.